# 이산해
이산해(李山海, 1539년 7월 20일 ~ 1609년 음력 8월 23일)는 조선 의정부 영의정을 지낸 조선 중기의 문신, 정치인, 시인이며 성리학자, 교육자, 화가이다. 당적은 동인, 북인에 속했으며 당의 주요 수뇌부이자 전략가였다. 본관은 한산, 자(字)는 여수(汝受), 호는 아계(鵝溪)·종남수옹(終南睡翁)·죽피옹(竹皮翁)·시촌거사(枾村居士). 시호는 문충(文忠)이다. 사육신의 한사람인 이개(李塏)의 종고손이 된다.
관직은 대광보국숭록대부 의정부영의정을 거쳐 영중추부사에 이르렀다. 조선 명종 때부터 광해군 때까지 벼슬을 한 조선시대 학자, 문신으로 여러 관직을 거친 당대의 세도가이자 문장가이다. 종계변무(宗系辨誣)의 공으로 광국공신(光國功臣) 3등에 서훈되고 아성부원군(鵝城府院君)에 책봉되었다. 
1561년 식년 문과에 병과로 급제했다. 문장력을 인정받아 명종의 명을 받아서 경복궁 대액을 썼던 그는 여러 벼슬을 거쳐 1588년 우의정에 올랐다. 기축옥사 무렵 좌의정, 영의정에 올랐으며, 1590년에는 광국공신 3등으로 책록되어 아성부원군에 책봉되었다. 기축옥사의 참혹함을 보고 서인에게 원한을 품고 서인 공격의 선봉장이 된다.
1591년 세자 책봉파문(건저문제)로 실각한 정철과 서인의 처벌을 놓고 동인이 내부의 여론이 나뉘었을 때는 정철을 사형에 처할 것을 주장했으며, 남인과 북인으로 갈릴 때에는 북인의 지도자가 되었다. 1590년과 1591년, 1592년, 1599년과 1602년 세 번 의정부영의정을 역임했다. 화가 이산보의 사촌 형이며, 토정비결의 저자인 문신 겸 역술인 이지함은 그의 숙부이기도 했다. 토정 이지함, 남명 조식의 문인.

## 생애

### 생애 초기

#### 출생과 가정 배경
아계 이산해는 1539년(중종 34년) 한성부에서 1539년 9월 2일(윤 7월 20일)에 태어났다. 고려 말기의 성리학자 목은 이색(李穡)의 7대손으로, 6대조는 중추원사 이종선, 5대조는 판중추부사를 지낸 이계전, 고조부는 이우, 증조부는 이장윤, 조부는 사헌부 감찰을 지낸 이치, 아버지는 현감, 내자시정(內資寺正)을 지내고 사후 증 의정부영의정에 추증된 이지번(李之蕃)이며, 어머니는 의령남씨(宜寧南氏)이다.공조판서를 지낸 조언수의 사위이다.
조언수는 조말생의 5대손으로 그의 아우 조사수는 서애 류성룡의 처외조부이기도 하다.
작가 겸 문장가 이산보는 그의 사촌 동생이었다. 토정비결을 지은 토정 이지함은 아버지 이지번의 동생이다. 그의 아버지가 꿈에 산해관에서 잉태하는 꿈을 꾸고 그를 낳았다 하여, 이름을 산해관(산하이관)의 산해(山海)에서 따서 이산해라 이름하게 되었다.
목은 이색의 후손으로 5대조 이계전(李季甸)이 조선 세종, 문종, 단종조를 거쳐 조선 세조 때 정난공신이 되었고 고조부 이우(李堣)는 공조참판과 성균관대사성을 지냈다. 고조부 이우의 사촌 형제가 사육신의 한사람인 백옥헌(白玉軒) 이개(李塏)였다.
그러나 증조부 장윤(長潤)의 대부터 몰락하여 증조부 장윤은 봉화현감, 할아버지 치(穉)는 우봉현령을 지냈고, 아버지 지번(之蕃)은 군수를 지냈다. 작은아버지는 저명한 학자인 토정 이지함(李之菡)으로 다시 가세를 일으켰다.
형제자매 중 성인이 될 때까지 생존한 형제로는 서모 충주지씨(忠州池氏)에게서 10년 터울의 이복 동생 이산광(李山光)이 있었다.
어려서부터 작은아버지인 이지함에게 학문을 배웠다. 글씨는 6세 때부터 썼는데 어려서 글씨에 능했으며 그의 총명함이 조정에까지 전해져 명종임금에 의해 회자화될 정도로 유명했다고 전해진다. 그 뒤 장안의 명인들이 그의 글씨를 받으려고 모여들었다고 하며 명종에게 불려가 그 앞에서 글씨를 쓰기도 했다. 1545년 을사사화 때 친지들이 화를 입자 충청남도 보령으로 이주했다.

#### 유년기와 소년기
그가 태어났을 때 처음 우는 소리를 듣고 작은아버지였던 이지함이 그의 아버지에게 말하기를 "이 아이가 기특하니 잘 보호하십시오. 우리 문호가 이로부터 다시 흥할 것이오"라 했다. 5세 때 처음 병풍에 글씨를 썼는데, 운필하는 것이 귀신같아서 신동이라고 일컬어졌다.
자라서 돌이 지나자 스스로 글자를 해독할 수가 있어서 세 갈래로 갈라진 당파창(鏜鈀槍)을 메고 당(堂) 아래를 지나는 사람이 있었는데, 이산해는 그것을 보고 갑자기 “산자(山字)다.”라고 말하였다. 성암공이 황 고산(黃孤山)의 초서(草書)를 얻어 벽에 붙여놓고 즐겼는데, 하루는 밖에 나갔다가 돌아와 보니 종이가 약간 헐고 더럽혀져 있었다. 괴이하게 여기며 그 이유를 묻자, 유모(乳母)가 말하기를, “아이가 저를 잡아끌기에 안아서 얼굴빛을 보니 기뻐하며 손가락으로 아래 위를 그어대어서 그렇게 되었습니다.”라고 하였다. 공이 이에 종이와 붓을 찾아서 이산해에게 쓰게 하니 한 획도 어긋남이 없었다. 이 일을 신기하게 여기지 않는 사람이 없었다.
5세가 되어서 토정 이지함이 그의 총명함과 지혜로움을 기특하게 여겨서 태극도(太極圖)를 가르쳤는데, 한 마디의 말로 곧 천지 음양(天地陰陽)의 이치를 알아서 『태극도』를 가리키면서 따져 묻고 비난할 수 있었다. 일찍이 글을 읽기 시작하면 밥 먹는 것을 잊었으므로 이지함이 혹시라도 몸이 상할까 염려하여 그가 읽는 것을 그치도록 하였다. 밥을 기다리는 동안 운자(韻字)을 불러주고 시를 짓게 하였는데 운자에 따라 거침없이 시를 지었다.
밥이 더디 되어도 고민스러운데 하물며 배움이 더디면 어떻겠으며

배가 고파도 고민스러운데 하물며 마음이 고프면 어떠하랴?

집은 가난해도 오히려 마음을 치료할 약은 있는 법이니

모름지기 영대(靈臺)에 달이 떠오를 때를 기다려야 하리.

5세의 나이에 운에 맞추어 시를 지으니 토정 이지함은 더욱 그를 기특해하면서도 각별하게 여겼다. 여섯 살때에는 초서(草書)·예서(隷書)를 잘 써서 이름이 알려졌다.
조선왕조실록에 따르면, 이산해는 6세 때 이미 글씨를 잘 써서 신동이라는 말을 들었고 15세가 되기도 전에 여러 차례 향시(鄕試)에 장원하여 주변의 많은 사람이 이산해를 우러러 봤으며, 그 사람됨이 순후(醇厚)하고 숙성하여 얻기 어려운 선비라는 말을 들었다. 문장이 매우 뛰어나 선조대 8문장가의 한 명으로 칭송되며 나라에 그 문명(文名)을 날렸으며, 서화에도 능하여 대자와 산수묵도에 뛰어났다. 소년기에 향시(鄕試)에 응시하여 장원을 하여 대과 응시 자격을 얻기도 했다. 그러나 바로 과거에 응시하지 않고 작은아버지 이지함에게서 글과 학문을 계속 수학한다.
삼촌이자 서경덕의 문인인 이지함에게서 학문을 수학하다가 뒤에 남명 조식을 찾아가 그의 문인이 되어 수학하였다. 그 뒤 이황의 문하에도 출입하였다. 특히 조식의 문하에서 만난 김우옹, 정구, 곽재우, 정인홍 등은 그와 같은 북인을 형성한다. 또한 정구와 김효원도 그처럼 조식의 문하와 이황의 문하를 동시에 수학하기도 했다. 이황의 문하에서 만난 류성룡은 후일 그와 같은 동인의 창당에 참여하지만 사사건건 대립하게 된다. 이후 향시(鄕試)에 장원하였고, 이어 생원시에 응시하게 된다.
한편 그의 총명함을 알고 윤원형이 자기의 딸과 결혼시키려 하자, 아버지 이지번은 즉시 벼슬을 버리고 숙부 이지함(李之菡)과 함께 단양(丹陽)의 구담(龜潭)으로 피신해서 숨어살았다.

#### 청년기와 성균관 수학
생원시에 합격하여 생원이 되고 초시를 거쳐 성균관에 들어가 유생으로 수학하였다.
성균관 유생으로 있던 21살 때는 명종에게 그 학문의 뛰어남을 인정받았으며, 1560년(명종 15) 4월의 명종이 친히 주관한 성균관의 제술에서 1등하여 바로 전시(殿試)에 직부(直赴)될 자격이 주어졌다.
일찍이 그는 학자 겸 예언가 남사고(南師古)와 함께 송송정(宋松亭)에 앉아 서쪽으로 안령(鞍嶺)과 동쪽으로 낙봉(駱峯)을 가리키며 뒷날 조정에 반드시 동서의 당(黨)이 생길 것이라고 예언했다는 이야기가 〈어우야담 於于野談〉에 전한다.
1561년(명종 16년) 식년문과에 병과로 급제하여 승문원권지에 보임되었다.

### 관료 생활

#### 관료 생활 초반
과거 급제 직후 그는 승문원권지를 거쳐 승문원부정자가 되었다. 1562년 글씨를 잘 쓴다 하여 추천을 받아 홍문관정자가 되었다. 그해 명종의 명을 받고 경복궁(景福宮) 대액(大額)의 글씨를 썼다. 이후 여러번 관직을 보직이동하였으나 글을 잘 써서 항상 춘추관의 사관(史官)을 겸직하여 실록 작성에 참여하였다. 그 뒤 홍문관부수찬·병조좌랑·수찬 등을 역임하였다. 그 뒤 부수찬이 되었다가 1563년(명종 18년) 3월 홍문관수찬, 홍문관 저작을 거쳐, 3월 26일 다시 홍문관정자가 되고 4월 홍문관 정자, 그해 7월 26일 홍문관 저작(著作)을 지냈다. 그해 8월 홍문관 부제학 기대항, 교리 최옹·고경명 등과 함께 상소를 올려 이량을 탄핵하는 상소를 올렸다. 10월 1일 홍문관박사가 되었다.
그해 10월 이량의 측근인 사헌부대사헌 이감(李戡)으로부터 탄핵을 받았는데, 이감은 기대승, 윤근수, 윤두수, 이문형, 이산해, 허엽 등이 당파를 조장한다고 비판했다가 역으로 홍문관부제학 기대항의 탄핵을 받고 축출되면서 그는 위기를 모면했다. 그해 10월 홍문관 박사가 되었다. 1563년(명종 18년) 12월 독서당을 추가 선발할 때 추가선발자의 한 사람으로 선발되어 사가독서(賜暇讀書)의 명을 받았다.
1564년 2월 부수찬(副修撰), 박사(博士), 수찬(修撰), 사간원정언(正言), 병조좌랑, 홍문관수찬을 지내고, 6월 왕명으로 홍섬(洪暹)·윤춘년(尹春年)·정유길(鄭惟吉)·민기(閔箕)·박충원(朴忠元)·오상(吳祥)·심수경(沈守慶)·김귀영(金貴榮)·윤의중(尹毅中)·박계현(朴啓賢)·홍천민(洪天民)·정윤희(丁胤禧)·유전(柳琠)·김계휘(金繼輝)·최옹(崔顒)·심의겸(沈義謙)·이후백(李後白)·기대승(奇大升)·신응시(辛應時) 등과 함께 그해에 열릴 과거 시험장에 그려질 병풍의 시제를 지었다. 1564년 명나라 사신들이 계속 방문하여 조정에서는 문학(文學)을 두루 갖춘 사람을 가려서 원접사(遠接使)를 수행하게 하였는데 그가 선발되어 원접사의 종사관으로 명나라 사신을 맞이하기도 했다. 그해 10월 정언, 1565년(명종 21년) 1월 홍문관부수찬이 되고 이후 사간원정언이 되었다가, 5월 이조좌랑이 되었다.
1565년 2월 왕이 직접 선보인 제술 시험에 우수한 성적을 거두어 상을 받았다. 그해 왕의 외숙이자 척신인 윤원형 세력과 심통원 일파 등이 몰락한 뒤 신진 사림들이 정계에 진출하자 그는 동문인 김효원을 지지하였다.
이후 이조좌랑(佐郞)과 정랑(正郞)，의정부(議政府)의 검상(檢詳)과 사인(舍人)，홍문관의 응교(應敎), 전한(典翰)을 거쳐 직제학(直提學)이 되고 상의원정(尙衣院正), 지제교(知製敎), 행교서관교리(行校書館校理) 등을 지냈다. 얼마 뒤 예문관응교(藝文館應敎)를 겸직하였다.
1567년(명종 22년) 1월 명나라에서 사신이 파견되자 명나라의 사신을 맞이할 원접사종사관(遠接使從事官)으로 국경에 나가 명나라 조사(詔使) 일행을 영접하고 돌아왔다. 그해 2월 홍문관부교리, 4월 홍문관교리가 되었다. 그 뒤 명종이 죽고 선조가 즉위하자 홍문관직제학 지제교 겸 경연 시강관(弘文館直提學知製敎兼經筵侍講官)으로 선조즉위 초 춘추관(春秋館)의 사관으로 《명종실록》편찬에 참여하였다.
1567년(선조 즉위년) 11월 이조정랑, 의정부사인, 사헌부집의 등을 거쳐 상의원정(尙衣院正)에 올랐다가 다시 행부교리를 역임하고, 직제학이 되어 지제교를 겸하였다. 1568년 명나라의 사신이 오자 가관관(假館官)의 한사람으로 영접하였다. 8월 12일 실록청낭청(郞廳)에 임명되었다. 이어 다시 행홍문관 교리, 응교 등을 역임한 뒤 1570년 당상관으로 승진하여 통정대부 승정원동부승지(同副承旨)가 되었다. 그해 이조참의(吏曹參議), 대사간(大司諫), 부제학(副提學)을 역임하였다.

#### 관료 생활

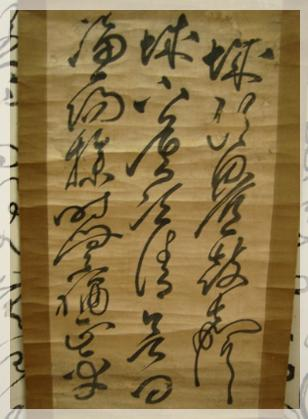
이산해의 글씨, 당나라시인 이상은작 청고의 초서체

1570년(선조 4년) 5월 직제학(直提學)으로 구황 적간 어사(救荒摘奸御史)에 임명되어 파견되었으며, 1571년 6월 28일 사간원대사간, 9월 이조참의(吏曹參議), 1572년 사간원대사간(大司諫), 9월 17일 이조참의, 1573년(선조 6년) 4월 18일 다시 대사간이 되었다.
그해 4월 21일 왜인의 험포란 무게를 다는 일이었다고 거짓으로 고한 사간원사간 김규(金戣)를 탄핵하여 파직시켰다.
| “ | 사간 김규(金戣)는 전에 사간이었을 때에 험포한다는 것과 무게를 알아 본다는 것은 말은 다르나 뜻은 같다고 했는데, 험포한다는 것과 무게를 알아 본다는 것이 과연 같은 것이라면 중국말을 빌어 써도 무방하겠습니다. 다만, 《속록(續錄)》에 ‘짐의 경중을 달아 본다.’ 한 것은 다만 경중을 달아서 그 남태를 막는 것이고, 험포라는 것은 그 싼 물건을 검사하는 것입니다. 중국에서 이 법을 쓰는 것은 실로 금하는 물건을 함부로 무역하는 것을 막는 것입니다. 신이 부경(赴京)에 가장 익숙한 통사(通事)들을 불러서 물었더니, 전부터 예부의 제독 주사와 병부의 거가사 낭중(車駕司郞中)이 옥하관(玉河關)에 가서 혹 한두 포자를 뽑아내었다가 준 때도 있었는데 근년 이래로 혹 짐의 수만을 헤아리고 포자를 풀지 않으나, 험포의 뜻은 경중을 다는 것과 다르다 합니다. 김규는 근년에 포자를 풀어 조점한 예만을 알고 전부터 혹 검사한 때도 있었다는 것을 몰라서, 중국의 험포를 우리 나라에서 칭량하는 법과 같은 것으로 돌려, 조종 때부터 시행한 지 오래되었다고 하였습니다. 그 본의를 따져 보면 왜노(倭奴)의 남태를 폐단을 막으려는 데에 있었더라도 논계한 말은 과연 부실한 병폐를 면할 수 없으니 갈아 차출하도록 명하소서. | ” |

이후 사직하였으나 5월 6일 다시 대사간이 되었다가 6월 이조 참의와 대사성을 지냈다. 6월 12일 (領議政) 권철(權轍), 좌상(左相) 노수신(盧守愼), 송기수(宋麒壽)·김귀영(金貴榮)·윤현(尹鉉)·이양원(李陽元)·김계(金啓)·허엽(許曄)·김첨경(金添慶) 등과 함께 승문원의 신임 관원 8명을 선발하였다. 6월 17일 다시 대사간이 되었다. 6월말 구변과 충청감사 이충작을 탄핵하여 파직시켰다.
| “ | 태상(太常)의 장관은 벼슬이 승질(陞秩)되어야 할 것인데, 구변(具忭)은 더럽고 바르지 않아서 꺼림없이 방자하므로, 전에 중한 논박을 받고 사람들에게 버려졌으니 갈아 차출하도록 명하소서. 충청 감사(忠淸監司) 이충작(李忠綽)은 성운(成運)에 대한 유지 서장(有旨書狀)을 역졸(驛卒)이 길에서 잃었을 때에 곧 아뢰지 않고 감사에게 부친 유지(有旨)를 사사로이 보냈으니, 파직하소서. | ” |

하니 왕이 그의 건의를 받아들여 태상장관과 구변을 파직하고, 이충작은 사정(私情)이 없었다 하여 체직당하였다. 그해 7월 24일 세번 사직을 청하고 물러났다가 8월 6일 다시 대사간에 임명되었다. 8월 24일 이조참의, 10월 6일 대사성(大司成), 10월 15일 부제학(副提學)을 거쳐 12월 16일 다시 대사간이 되었다. 
1574년 1월 7일 다시 대사간이 되고 1월 경연에 참여하였다. 그 뒤 물러났다가 새로 대사간이 된 율곡 이이가 병으로 체직되어 그해 4월 13일 다시 대사간이 되어 주(紂)와 주의 삼인(三仁), 독서법, 토호의 폐단, 술버릇 등의 해결 등을 의논하였다. 7월 6일 우승지가 되었으나 동 29일 병으로 체직하였다. 9월 20일 다시 대사간, 10월 27일 다시 이조 참의, 1575년(선조 9년) 1월 왕명으로 2품 이상의 재상에게 지문(誌文) 제술을 명하였으나 예문관에서 선발된 유희춘(柳希春)이 스스로 사직하고 이산해를 천거하여 그가 대신 지문을 짓게 되었다. 2월 11일 대사간이 되었다.
동인당 조직
남명 조식과 이퇴계의 문하생이며 서경덕계열이기도 한 그는 이이가 스승들 중 한사람인 이황의 학설인 이기이원론을 정면 반박하는 것을 보고 분개하였는데, 류성룡, 정온, 박승임, 정인홍 등과 함께 동인(東人) 당을 형성했다.
그러나 그해 아버지 이지번의 상을 당하여 관직을 사퇴하고 3년간 상복을 입었다. 1577년 이조참의가 되고, 예조참의, 형조참의, 공조참의를 차례로 역임하고 성균관대사성(成均館大司成)으로 2전임되었다가 승정원도승지로 발탁되었으나 바로 사간원대사간이 되었다. 이후 서인저격수가 되어 서인계 인사들과 친지들의 비리와 의혹을 집중 부각, 공격하였다.

#### 서인과의 갈등
1578년(선조 11년) 사간원대사간으로 재직 중 진도군 이수의 뇌물 사건을 접한 뒤 그는 윤현·윤두수·윤근수 세 사람의 죄악을 파헤쳐 마구 공격하였다. 결국 서인(西人)의 거물인 윤두수(尹斗壽), 윤근수(尹根壽) 등의 비리를 탄핵하여 파직시켰다.
1578년(선조 11년) 홍문관 대제학(弘文館大提學)과 승정원 도승지(承政院都承旨)에 제수되었고 다시 대사성이 되었다. 그러나 대사간으로 있으면서 서인에게 맹공격을 가한 것에 불만을 품은 서인들은 그가 요직에 적합하지 않다며 임명에 반대하고 나섰다. 그러나 그때마다 그는 그의 글재주와 문장력, 언변을 인정한 선조의 각별한 신뢰로 반대를 무릅쓰고 취임할 수 있었다.
1579년 가선대부(嘉善大夫)로 승진하여 사헌부대사헌이 되고, 그해 7월 부제학이 되었다가 8월초 김명원(金命元)을 탄핵하여 의주목사로 좌천시켰다. 1580년 병조참판을 거쳐, 간의대 수개 도감 상좌 제조(簡儀臺修改都監常坐提調)로 간의대 재건축 공사에 참여하였다. 그해 3월말 사헌부대사헌에 임명되자 4월초 수문장 조경(趙瓊)이 궐문의 잡인 출입을 금지하였는데 사헌부의 서리(書吏)가 함부로 들어왔으므로 조경이 그들을 결박하였다. 이에 사헌부의 관원이 분노하여 수문장을 처벌하여 물의가 되자, 그는 사건에 책임을 지고 사직을 청하였으나 받아들여지지 않았다. 1580년 5월 24일 대사헌이 되어 스스로 사직을 청하였으나 반려되었고, 5월 25일 간의대 영건에 참여한 관료들을 포상할 때 간의대 수개 도감 도제조(簡儀臺修改都監都提調) 영의정(領議政) 박순(朴淳) 등과 함께 아마 1필을 선물로 받았다. 이어 경연특진관이 되어 경연에 참여하였고, 그해 10월 1일 형조판서(刑曹判書)로 승진하였으나 사직을 청하였다. 10월 20일 다시 형조판서에 임명되고, 스스로 사직을 청하였으나 받아들여지지 않자 10월 27일 일주일 만에 취임하였다.
1581년 4월 11일 다시 대사헌이 되었다가 4월 17일 이조 판서(吏曹判書)에 제수되었으나 병을 이유로 사양하였다. 그해 6월 1일 어머니 남씨의 상을 당하여 묘소 앞에서 3년간 시묘살이를 하였다. 12월 상중에 선조로부터 특별히 《소학(小學)》의 복사본을 선물로 받았다. 1582년 11월에는 특명으로 쌀과 콩을 하사받았다.
| “ | 상중에 있는 전 영부사 홍섬과 좌의정 노수신에게 각각 쌀과 콩을 아울러 15석을 사급(賜給)하되 홍섬은 대상(大祥)이 임박하였으니 쌀 10석을 더 사급하라. 전 판서 이산해는 지방에서 여묘를 살고 있으니 제사지낼 물자가 또한 어찌 있겠는가. 본도로 하여금 쌀과 콩을 마련하여 제급하도록 하서(下書)하는 것이 좋겠다. | ” |

1583년 한해 동안 이조, 예조, 병조의 판서(判書)를 거쳤으며, 이조, 예조, 병조판서를 지내는 동안 지경연사(知經筵事) 판의금부사(判義禁府事) 홍문관 대제학(弘文館大提學) 지성균관사(知成均館事)를 겸임하였다. 그해 9월 의정부우찬성으로 승진한 뒤, 세번 사임을 청하였으나 받아들여지지 않았다.
9월초 유생 박윤(朴淪)으로부터 탄핵을 당했다. 박윤은 김효원(金孝元)·김응남(金應南)·서인원(徐仁元)·홍진(洪進)·송응개(宋應漑)·허봉(許篈)·홍여순(洪汝諄)·홍혼(洪渾)·우성전(禹性傳)·김첨(金瞻)·이징(李徵)·김우굉(金宇宏)·이산해(李山海)·이기(李墍)·박승임(朴承任)·박근원(朴謹元) 등의 간사하고 흉측한 정상을 말하면서 모두 귀양보낼 것을 청하는 한편, 김우옹(金宇顒)의 천성은 착한 듯하나 그의 형 때문에 잘못 들어간 것을 면치 못했다고 적었다.
1583년 10월 12일에는 평안도 순무어사(平安道巡撫御史) 김수(金睟)가 평안도의 유생들을 시험할 논(論)·부(賦)의 제(題)의 주제를 정하였다. 그 뒤 10월 30일 다시 이조판서가 되었다. 그러나 그가 이조판서에 임명된 것에 대해 서인들의 반발이 거셌고, 이듬해인 1584년 2월 여러 차례 사직 상소를 올렸으나 반려되었다.
1584년(선조 17년) 2월 1일 이조 판서 겸 예문관 대제학이 되었다. 2월 6일 직접 조정을 찾아 숙배한 뒤에 사직하자 선조는 간곡히 권유하면서 사직하지 말라고 명하였다. 그러나 그는 사직했고, 바로 대제학에 임명되었다. 2월 24일 대제학 사직을 세번 청하였으나 왕이 허락하지 않았다.
1584년(선조 17년) 당시 이산해는 이조판서였다. 이에 서인 정철의 파인 김응생(金應生) 등이 한 사람에게 오랫동안 인사권을 주면 권한이 비대해질 우려가 있다고 공격했다. 동서 분당의 시대였던 당시는 동인이 우세한 시기였다. 바로 서인들은 김응생의 주장에 동조하며, 그의 실명을 언급하지 않고 편협하고 한쪽에 치우친 인물이 인사권을 장악하면 우려스럽다며 우회적으로 그를 공격했다.
그러자 선조는 왕년에 경안군이 류성룡을 참소하더니, 금년에는 김응생이 이산해를 참소한다고 역정을 냈다. 이 두 사람은 국가의 주석(柱石)인데 소인배들이 헐뜯고 있다는 것이었다. 이산해는 이를 정철의 사주로 해석했다. 그해 이조판서로 홍문관과 예문관의 대제학을 겸임하였고, 그 뒤 예조판서, 병조판서를 역임하고 뒤에 대제학, 판의금부사 등을 겸임했다. 그러나 서인들의 공격과 소문, 험담은 계속되었다.
1585년 1월 김우옹과 이산보 등이 입시하여 그가 서인들에게 공격받는 것을 공론화시켰다. 김우옹은 정철·신응시(辛應時) 등이 사당(私黨)을 많이 끌어들여 조정을 탁란시켰는데, 전하의 명찰(明察)에 힘입어 이산해(李山海)를 전장(銓長)으로 삼아 위임하셨기 때문에 저들이 방자하게 행동하지 못하는 것이라 하였다. 또한 그가 배척받는 이유를 '신이 다 알 수는 없지만 그가 사귀고 등용시키려고 한 자들은 모두 군소배들로 산해가 배척하여 쓰지 않은 자들이 많습니다. 산보는 같은 집안의 일이니 반드시 모르는 것이 없을 것입니다. 위에서 하문하소서.'라 하였다. 결국 선조가 이산보에게 질문하자 이산보는 그렇지 않다고 답했고, 다시 김우옹에게 '그대의 뜻으로는 정철이 산해를 모함하려고 한다고 여기는가?'하고 되묻자 김우옹은 '신이 그것을 알 수는 없지만 정철이 사귀는 군소배들을 산해가 배척했기 때문에 이 무리들이 갖가지 계책으로 동요시켜 그 형세가 매우 위태롭습니다.'하였다. 산보가 '산해는 신의 종형(從兄)으로 어떠한 잘못이 있는지는 모르겠으나 비난하는 사람들이 많으니, 체직시켜 온전하게 해주소서.' 하니 선조가 참소에 흔들림은 없을 것이라 안심한 뒤 김우옹과 이산보를 돌려보냈다.
1585년 좌찬성(左贊成)이 되고, 그해 4월 사복시(司僕寺)의 공마(貢馬)가 운송되는 도중 대량으로 폐사하게 되자 스스로 인책사퇴하려 하였으나 왕이 만류하였다. 10월 이조판서가 되었으나 신병으로 10월 28일 정사를 올리자 왕은 특별히 며칠 휴가를 주었다. 그 뒤 이조판서로 복귀하였으나 1586년 10월 조헌이 그를 공격하는 상소를 올리자 출사를 거부하고 사직 상소를 올렸다.
| “ | 경의 뜻을 모두 알겠다. 차자나 소장(疏章)을 올려 전후에 걸쳐 사직을 요구하여 마지 않은 것은 혹시 장인이 없는 사람에게 장인을 때렸다는 죄명이 미쳐서가 아닌가. 요사이 염치가 전부 없어지지는 아니하고 나라 일도 무너지는 데 이르지 않은 것은 내가 경을 등용하여 총재(冢宰)로 삼았기 때문이다. 충분히 뭇 관료들의 본보기가 될 만하고 사나운 물살 속의 지주(砥柱)와 같은데 누가 감히 훼방할 것인가. 저 광부(狂夫)의 비난하는 말이야 한 아이의 웃음거리도 되지 못할 것이다. 슬프다. 박제(朴濟)가 경을 비방하고 응생(應生)이 경을 참소하더니, 이제 또 조헌이 경을 무함하였다. 어찌하여 헐뜯는 자가 이리 많은가. 진실로 내가 경을 대우함이 정성스럽지 못한 때문이리라. 참소가 이미 세 번 이르렀으나 어찌 감히 베틀의 북을 던져버릴 것인가. 속히 출사(出仕)하라. | ” |

이때 여러번 사직의 뜻을 밝혀 스스로 사퇴하려 하였으나 선조가 그를 달래어 반려하였다.

#### 이조판서 임명과 갈등
한편 선조는 생전의 이이를 존경하였으나, 이이 사후 그의 흉허물을 듣고 그를 부정적으로 보게 되었다. 이에 이이의 문하인 유생 조광현과 이귀 등이 '이이와 친했으면서도 이이가 무고당하는 것을 좌시했다'고 이산해를 비난하였다.
1587년 3월 심의겸에 대한 논란이 있자 심의겸과 별로 친분이 없음을 해명하고 스스로 사직소를 올렸으나 반려되었다. 그러나 그의 해명을 불쾌히 여긴 이귀로부터 비난을 받자 출사하지 않았다.
그 뒤 계속 출사를 사양하다가 왕의 위로를 받았으나 이후 여러번 사직 차자를 올렸다. 그해 7월 15일 여러 번 병을 이유로 다섯 번 정사를 올려 이조판서에서 사직하였으나 왕이 휴가를 더 주었다. 12월에 다시 이조판서에 임명되어 출사하였다.

#### 종계변무 사은표문을 쓰다
1588년 1월 다섯 번의 사직 상소를 올려 사의를 표하였으나 왕이 반려시켰다. 그해 6월 종계변무사를 통해 보낼 종계사은표를 지었으나 내용이 마음에 들지 않아, 쓰지 않을 것을 청하니 왕이 허락하였다. 7월 대제학이 되고, 7월 4일 종계변무의 사은표를 수정하였다.
그해 7월 지춘추관사(知春秋館事), 10월 의정부좌찬성을 지냈다.

#### 우의정과 좌의정 재직
1588년 11월 20일 의정부우의정 유전이 북경에 있을 때 습증(濕症)을 얻어 걷지 못하므로 사직하면서, 그가 의정부우의정으로 특별 발탁되었다. 이를 두고 서인들은 반대를 하였으나 왕은 그를 우의정으로 임명하였다. 11월 25일 사직 상소를 올렸으나 왕이 받아들이지 않았고, 이전의 관직인 좌찬성을 칭하였다. 그러나 영의정 노수신의 병이 위독하게 되자 부득이 출사하였다. 12월 1일 영의정 노수신이 병으로 사직하여 영의정자리가 비게 되자 왕명을 받고 영의정 후보자 추천의 명을 받았으나 적임자가 없다 하여 후일로 미루게 하였다.
1589년 1월 무인을 불차 채용할 때 손인갑(孫仁甲)·성천지(成天祉)·이순신(李舜臣)·이명하(李明河)·이빈(李薲)·신할(申硈)·조경(趙儆) 등을 추천하였다.
그해 2월 1일 의정부좌의정이 되고, 9월 우상 정언신(鄭彦信)과 함께 선조를 독대하여 일본에 통신사를 보내기로 결정하였다. 11월 다시 의정부좌의정에 임명되었다.
한편 이무렵 정철과 함께 노비로 환천되는 것을 피하여 도망치던 송익필의 일가를 숨겨주었다.

#### 정여립 사건과 기축옥사

##### 정여립 사건 전후
1589년 정여립이 역모를 도모했다는 황해감사 한준의 비밀장계가 올라온 날 밤 열린 중진회의에서 선조는 그에게 정여립이 어떤 사람인지부터 물었다. 고변 내용을 몰랐던 영의정 유전과 좌의정 이산해는 알지 못한다고 했고, 우의정 정언신은 그가 "독서인임을 알 뿐"이라고 말했다. 당시 세 사람의 정승 모두가 동인이었다.
정언신이 정여립의 옥사를 고변한 자를 죽여야 된다고 하자 그는 있을 수 없는 일이라며 반박한다. 정언신이 했던 "정여립을 고발한 자들 10여 명만 죽이면 뜬말이 스스로 가라앉을 것이다"라는 말에 대하여, 19일 대사헌 홍성민이 선조에게 "정언신의 그 말은 신과 유홍과 더불어 혀를 찼고, 이산해도 그 불가함을 말하였습니다. 그러나 정언신이 재삼 말하자 이산해도 조금 굽혀서 '다시 생각해보니 솔직하게 말하면 우상의 말도 옳다'하였습니다"라고 말하여 이산해를 모략했다.
그러자 이산해는 정여립을 사면하기를 청했지만 선조는 좋은 말로 만류했다.
한편 옥사에 정여립과 전부터 관계있던 사람을 모두 조사하게 되자, 선조는 그와 절교한 사람들은 조사하지 말라는 명을 그에게 내린다.
| “ | 정여립과 결교(結交)한 사람들을 논란하는 것은 진실로 옳은 일이다. 그러나 요즘 상황으로 보아 사건이 널리 번질 조짐이 있으니, 의론이 과격한 사람은 제재하도록 권유하거나 혹 면대(面對)해서 아뢰기를 바란다 | ” |

##### 정여립의 난 심문과 기축옥사
정여립의 옥사 심문 때 그는 정승의 한사람으로 형장에 참여하였다. 선조는 좌의정 이산해, 우의정 정언신 등에게 위관(委官)이 되어 죄인들을 심문하게 했다. 그러나 서인의 모사가인 송익필(宋翼弼)의 권유로 입궐한 정철이 차자를 올렸다. 정철은 정언신이 정여립의 일가이니 재판관으로는 적당하지 않으므로 교체해야 한다고 주장했다. 결국 선조는 정언신 대신 정철을 우의정으로 제수하고 위관으로 삼았다.
정철과 서인 세력은 정여립의 난을 동인 세력을 타도할 절호의 기회로 삼아 기축옥사를 일으켰다. 이때 정언신, 정개청(鄭介淸), 백유양(白惟讓), 이발(李潑), 이길 등 많은 동인이 죽거나 귀양을 갔다. 이때 정철은 전라도 유생 정암수(丁巖壽)를 사주해 이산해를 얽어 넣으려고 했으나 이산해에 대한 선조의 신임이 두터워 뜻을 이루지 못했다.
1589년 12월 14일 정암수 등이 그를 공격하는 상소를 올린다. 호남 유생 정암수를 비롯한 50여 명이 '이산해, 류성룡, 나사침, 나덕준, 정인홍, 정개청이 정여립과 한몸과 같은 사이였다고 하면서, 그들을 진퇴시킬 것을 요구하는 상소를 올렸다. 이 상소를 받은 선조는 크게 노하여 오히려 이산해, 류성룡을 면접해 위로하고, 정암수 이하 10여 명에게 죄를 줄 것을 명했다. 이에 양사가 계사를 올려 죄주지 말 것을 청했으나 선조는 응하지 않았다.
그는 위관인 정철이 동인을 몰살시키려 했다고 판단했고, 그 배후로 성혼을 지목했다. 한편 서인들이 당시 형장의 책임자는 정철이 아니라 동인 류성룡이라고 주장하자 그는 서인들에 대한 반감과 원한, 불신을 한층 더했다. 그는 정치인이면서 동시에 학자였고, 수 많은 문하생들을 거느린 성리학자이기도 했다. 1588년(선조 22년) 의정부우의정, 1589년 좌의정을 거쳐 1590년 영의정에 올랐으나 임진왜란 직후 정부의 천도를 주장했다가 이를 기회삼은 서인 계열 언관들의 맹비난을 받고 파직되었다.

##### 정여립의 옥사 직후
우의정 정언신이 정여립의 9촌 아저씨라는 이유로 끌어다 국문을 열었다. 이산해 역시 위관으로 참여하였으나 소극적으로 대하였다.
1589년 12월 14일 정암수 등이 장문의 상소를 올려 그와 류성룡을 공격하였다.
1590년 의정부영의정에 임명되었으나 그해 4월 신병을 이유로 사직상소를 올렸다. 그러나 선조는 비망기를 내려 그를 불러들였다.  서인에서는 그가 평소 정여립에게 우호적이었던 점과 한때 그가 정여립을 김제군수로 추천했던 점을 지목하며 그가 정여립과 친한 것처럼 몰고 갔고, 그는 왕에게 여러 번 사의를 표하며 영의정직에서 물러나려 하였다. 그러나 선조는 그의 사직의사를 거절하였다.
그해 5월 정여립의 친척인 정언신의 발언이 문제시되었다. 그에게도 왕이 묻자 '날짜가 오래되어 기억할 수 없다'면서 황해 감사가 서장(書狀)으로 회계(回啓)할 적에 언신의 말이 나온 듯하다고 하였다. 5월 20일 다시 신병을 이유로 정사(呈辭)를 올려 사직을 청했으나 왕이 반려하였다.
그 뒤 정암수 등 서인계 유생들의 계속된 공격을 받았다. 1590년 8월 종계변무의 공으로 수충 공성 광국공신(輸忠貢誠光國功臣) 3등에 서훈되고, 토역의 공으로 추충 분의 협책 평난 공신(推忠奮義恊策平難功臣) 2등에 서훈되었다.
1591년 7월에는 정암수(丁巖壽) 등이 연명으로 상소를 올려 이산해와 류성룡 등을 지척하여 역당이라고 하니 상이 그날로 산해와 성룡을 인견하고 위로하였다. 이 일로 당시 정암수 등의 국문을 반대했던 때의 사헌부와 사간원이 당시의 헌부와 간원으로부터 탄핵을 받았다.

#### 세자 건저 파동과 서인 숙청
선조의 병환이 잦은 데다가 그의 나이가 40을 넘었으므로 후사를 빨리 정해야 된다는 공론이 나타나기 시작했다. 이에 이산해는 좌의정 정철과 우의정 류성룡, 대사헌 이해수, 이성중 등을 의정부로 불러 광해군을 후사로 정해야 된다고 결정하였다. 그러나 이산해는 비밀리에 인빈 김씨의 친정 오빠인 김공량에게 사람을 보내 정철 일파가 인빈 김씨와 신성군을 모해하려 한다고 고하였고, 김공량은 다시 인빈 김씨에게 이 사실을 고했다. 인빈 김씨는 선조에게 찾아가 정철이 자신의 모자를 제거하려 한다면서 울면서 궐밖으로 나가게 해달라고 청원했다.
1591년 우의정으로 승진하면서 이조판서를 겸하게 된 류성룡이 정철을 찾아갔다.
| “ | 우리가 국가의 중한 책임을 맡게 되었으니 마땅히 큰 일을 해야 할 것이오. 정비에게는 왕자가 없고 후궁에게는 왕자가 많이 있지만 아직 국가의 근본을 정하지 못하고 있으니, 세자 세울 계책을 정부에서 세워야 할 것이고, 우리들이 이 일에 힘써야 할 것이오. | ” |

이에 정철이 “옳은 말이오. 그러나 영상이 잘 들을까?”하자, 류성룡은 “우리 두 사람이 하자고 하면 영상이 어찌 듣지 않을 수 있겠소”하니 정철도 그리 하기로 승낙했다. . 두 사람의 요청에 이산해는 좌의정 정철과 류성룡, 대사헌 이해수, 부제학 이성중 등을 의정부로 불러 광해군을 후사로 정해야 된다고 결정하였다. 두 사람은 영의정이던 이산해에게 의논하여 경연 석상에서 선조에게 건저를 주청하기로 기약했지만, 이산해는 기약한 첫 날에 나오지 않았고, 두 번째 약속한 날에도 나오지 않았다.
사실 이산해는 겉으로만 조정의 의논에 따르는 척 하고 내심으로는 다른 뜻을 갖고 있었다. 이산해는 정여립 사건 때 정철과 적이 되지 않기 위해 정언신의 후임으로 정철을 추천하기도 했지만, 서인들을 몰아내고 정권을 탈취하기 위해 절치부심, 기회를 노리던 중이었다. 또한 그는 선조의 총애를 받던 인빈 김씨가 신성군을 낳자 그를 세자로 밀려 하고 있었다. 당시 선조는 인빈 김씨의 소생인 신성군에게 마음이 기울고 있었다. 이산해는 인빈의 오빠인 김공량과 가까웠으므로 그 사실을 알고 있었다. 이산해와 김공량은 상당히 친했는데, 권필은 두 사람의 관계를 "한나라 승상의 칠향거(七香車)가 둘둘둘 굴러가서, 김씨, 장씨 집으로 밤마다 흘러가네"라는 시로 남길 정도였다.
이산해는 세 사람이 함께 모여 건저를 주청하기로 약속한 날, 병을 핑계로 정청에 나가지 않았으며, 건저 주청 전날 아들 경전을 시켜 인빈 김씨의 오빠인 김공량을 찾아가 이야기를 모두 전한 다음 "정철은 광해군을 세자로 옹립하고 난 다음 인빈과 그 소생인 신성군을 죽이려고 모의하고 있습니다."라고 덧붙인다. 이를 들은 김공량이 즉시 인빈에게 달려가 그 말을 전했고, 인빈은 선조에게 울면서 하소연했다.
이산해는 만조백관들을 이끌고 선조에게 가서 후사를 세울 것을 주청했다. 선조는 누가 후사로 적합한가를 문의했고, 좌의정 정철은 바로 광해군이 영명하니 세자로서 적합하다고 추천했다. 이때, 대사헌 이해수, 부제학 이성중 등만 정철의 주청에 동의했고, 동인인 류성룡과 이산해는 침묵을 지켰다. 진노한 선조는 그자리에서 정철을 파직하고, 정철의 주청에 가세했던 서인인 이해수, 이성중 등의 관직을 강등하고 외지로 쫓아냈다.

#### 류성룡, 우성전과의 갈등
1590년 종계변무(宗系辨誣)를 성사시킨 공으로 광국 공신에 책록되었다. 그러나 정철의 처리를 놓고 동인 내에서도 의견이 갈라지게 된다. 파직, 유배된 정철의 처벌을 놓고, 정승을 역임한 고관이라 차마 죽일 수는 없다며 류성룡과 우성전은 선처를 호소했다. 이산해는 정여립의 난과 기축옥사를 잊었느냐며 분개했고, 정인홍 등은 류성룡과 우성전을 공박했다.
강경파였던 이산해는 사간원과 사헌부의 동인들에게 양사가 합계하여 탄핵할 것을 지시했고, 김수와 우성전은 유배로 끝내야 한다는 온건론을 주장했다. 바로 정철을 사형에 처해야 된다는 이산해, 정인홍의 주장과 사형은 지나치다는 류성룡, 우성전 간에 논쟁이 벌어졌다. 류성룡과 우성전을 공격하면서 우성전이 축첩을 한 것과 부모의 상중에도 기생 첩이 수시로 우성전의 집에 출입한 점 역시 지적했다. 이산해는 기축옥사와 정여립의 난으로 연좌되어 억울하게 죽어간 사람들의 원한을 어떻게 풀 수 있느냐며 온건론을 강하게 비판하였고, 정철의 처벌 수위 문제를 놓고 동인은 심한 내분에 휩싸인다.
임진왜란 발발 직전에 정철의 치죄 문제와 전랑 천거 문제 등을 놓고 동인 세력간 대립하여 동인은 다시 남인과 북인으로 갈라지게 되는데, 이는 정철을 죽이자는 강경파와 죽이지는 말자, 유배를 보내자는 온건파 사이의 갈등이 표면화 된 것이다. 이때 이산해는 정철을 죽여야 된다고 강력하게 역설했다. 정철을 살려두면 다시 음모를 꾸며 동인을 일망타진하려 들 것이니, 이번 기회에 정철을 죽여야 된다는 것이다.

#### 남북 분당

류성룡

우성전(禹性傳)과 이산해가 대립하게 되면서 류성룡은 우성전의 편을 들어 남인이 되고, 이산해와 정인홍, 이발(李潑) 등은 북인이 되었다.
사람들은 이때부터 우성전의 집이 남산(南山) 밑에 있었기 때문에 그들을 남인이라 불렀고, 이산해의 집이 서울의 북악산 밑에 있었기 때문에 그들을 북인이라 불렀다. 후에 북인은 선조 뒤를 이을 임금 자리를 놓고 광해군을 지지하는 대북과 영창대군을 지지하는 소북으로 갈라지는데 이산해는 대북의 편에 섰다.
남인과 북인의 분당은 이산해가 정철을 죽이자고 하거나 정철의 처벌이나 전랑 천거 이전에 이미 이황학파와 조식학파 간 사물관, 이론의 차이에 기인한 것으로, 기를 부정적으로 보고 이로써 기를 다스려야 된다는 이황 학파와, 이와 기를 논하는 것은 공리공담이라고 본 조식 학파의 이념 갈등에서 비롯된 것이다.
1591년 아들 이경전(李慶全)을 시켜 정철(鄭澈)을 탄핵하게 하여 실각에 성공 강계로 유배시키고, 그밖의 서인의 영수급을 파직시키거나 귀양 보내 동인의 집권을 확고히 했다. 그는 서인당의 영수 정철 외에도 기축옥사와 정여립의 난 이전부터 동인을 공격해왔던 서인 모두를 문책해야 한다는 강경파적인 입장에 있었다. 그의 서인당에 대한 처벌에 동인은 다시 강경파와 온건파로 의견이 나뉘어 갈등하게 된다.
한편 그해 8월 사가독서에 보낼 독서당을 간택할 때 자신의 아들 이경전(李慶全)이 빠진 일로 크게 노했다. 결국 그의 사위 이덕형을 시켜 아뢰게 하여 이경전을 사가독서로 선발하게 했다.

### 임진왜란 전후

#### 영의정 취임과 면직
서인 처벌에 대한 싸움에서 강경파인 북인이 승리하여 집권하게 된다. 이후 그는 북인계 인사들을 다수 추천하였고, 남인계 인사 일부를 기용하였지만 적개심을 드러냈다.
이산해는 정철이 옥사를 빙자해 자신의 세력을 제거하려 한다고 의심하여 뜬소문을 퍼뜨렸다. 이에 임금이 간단한 명령을 적은 문서를 승지에게 내려 의금부에서 옥사를 다스리고 있던 정철을 쫓아냈다. 사헌부와 사간원도 함께 정철의 죄상을 논하는 글을 올려 그를 멀리 강계로 귀양을 보냈다. 정철에게 또 벌을 더하고자했으나 이산해가 옳지 않다 하여 그만두었다.
정철이 귀양가자 이산해는 동인 가운데 정철에게 쫓겨났던 자들을 불러 조정의 관직을 메웠고, 정철을 따르던 사람들을 내쫓았다.
이후 그는 기축옥사의 원인을 제공한 송익필을 유배시킨다. 1592년 그는 유배된 정철의 사형을 왕에게 건의하였으나 거절당했다. 정철의 사형 건의가 무산되자 그는 북인계 언관들을 시켜 정철을 사형에 처할 것을 상소하였으나 무산된다. 정철 사형은 실패하였지만 결국 정철은 1593년 배소에서 병사한다.
이 과정에서 이산해에 의해 유배되었다가 풀려난 뒤 친구 집을 전전하고 있던 송익필은 불우하게 죽고 말았다. 그러나 동인들은 정철의 처벌 과정에서 남북으로 갈라졌다. 강경파였던 이산해는 사간원과 사헌부의 동인들에게 양사가 합계하여 탄핵할 것을 지시했고, 김수와 우성전은 유배로 끝내야 한다는 온건론을 주장했다.
1592년(선조 25년) 다시 복직하여 의정부영의정을 거쳐 사복시도제조를 겸임하였다. 그해 4월 조정의 파천을 놓고 조정 대신들 대부분이 반대하였으나 과거에도 파천한 사례가 있다고 말하여 주변에서는 웅성대더니 그 책임을 이산해에게 돌렸다. 양사가 합계하여 파면을 청했으나 상이 윤허하지 않았다. 이때 도성의 백성들은 모두 뿔뿔이 흩어졌으므로 도성을 고수하고 싶어도 그럴 형편이 못되었다. 이후 그는 임진왜란이 터진 뒤 국정을 잘못 이끌었다는 이유로 서인계 언관과 성균관 유생들의 맹공격을 받고 파직당한다.

#### 임진왜란 발발과 유배 생활

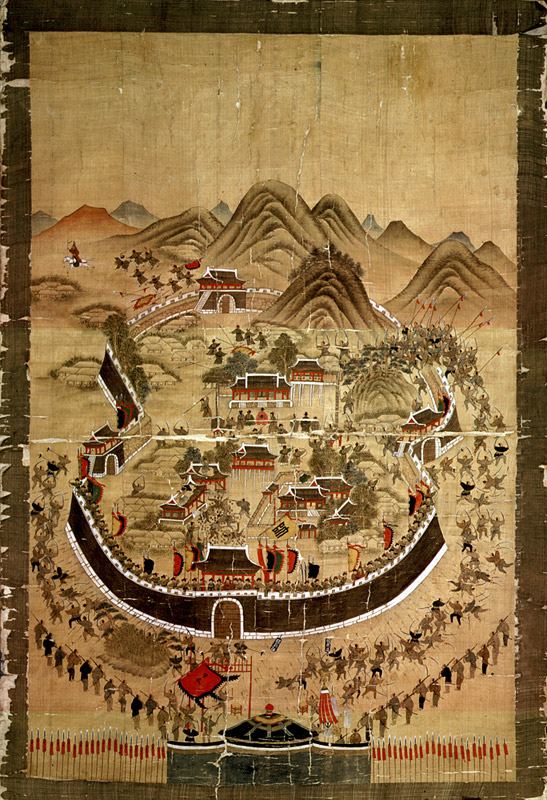
임진왜란 초기의 전투인 동래부 전투

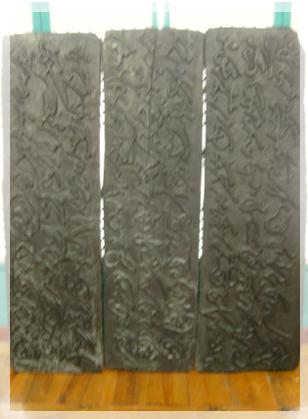
그의 글씨가 새겨진 목판
(도연명의 '귀거래사'를 자신의 친필 초서로 쓴 것을 스스로 판각하였다.)

1592년(선조 25) 4월 27일 순변사 이일이 상주 전투에서 패전했다는 소식이 전해졌다. 이 전투 결과가 알려지자 한양 인심은 흉흉해져 갔다. 이미 선조는 서행할 뜻을 갖고 있었다. 대전 밖에서 서성대고 있던 대신들은 그러한 사실을 전혀 몰랐다. 그런데 사복시의 잡직 김응수(金應壽)가 영의정과 좌·우의정이 집무하는 곳에 이르러 영상 이산해와 귓속말을 주고받고 하며 내왕이 잦았다. 그것을 본 사람들은 의심을 품었다. 당시 영상 이산해가 사복시 제조를 맡고 있었던 까닭이었다. 도승지 이항복(李恒福)이 손바닥에 '입마영강문내(立馬永康門; 말을 영강문 안에 세웠다)’라는 여섯 글자를 써서 좌상 류성룡에게 내 보였다. 이산해에 대한 좋지 않은 감정을 품었던 류성룡은 이를 사헌부와 사간원에 알려 이산해가 음모를 꾸미는것 같다는 의혹을 암시했다.
이 사실을 알게 된 사헌부와 사간원은 영상 이산해가 나라를 어지럽힌 죄로 탄핵하여 파직시킬 것을 청했으나 국왕은 듣지 않았다. 종친들은 합문 밖에서 통곡하며 한성의 방어를 포기하고 서행하려는 것을 극구 반대했다. 그 뒤 조정은 평양을 거쳐서 의주로 파천하였으나, 1592년 5월 2일 조정을 파천할 것을 청했다는 이유로 탄핵을 받고 삭탈관직되었다. 이어 이산해와 김공량이 서로 친하게 지내고 밀담하는 내용을 그린 방이 붙어서 비난의 소재가 되었다.
선조가 피난하다가 개성에 이르러 잠깐 머무를 때였다. 종실 가운데 한 사람이 나서서 상소하기를, 김공량(인빈 김씨의 오라버니)이 궐내와 통하여 정사를 어지럽힌 죄를 다스릴 것을 청했다. 또한 이산해가 나라를 그르친 죄를 논박하며 그를 귀양 보낼 것을 청했다.
이후 5월 3일 양사에서 그를 유배보내야 된다고 탄핵하였으나 선조는 삭탈관직에서 마무리지으려 하였다. 그러나 양사는 5월 4일부터 5월 17일까지 계속 합계하여 그를 공격하였고 5월 17일 중도부처의 명이 떨어졌다.
류성룡은 사헌부와 사간원에 알려 이산해가 음모를 꾸미는 것 같다는 의혹을 암시했다. 이후 류성룡에 대한 감정과 함께 정철에 대한 증오와 원한은 한층 더해졌다. 이때 일부 백성들이 정철의 서용을 주장했는데, 이산해는 정철이 자신을 낙마시키기 위해 배후에서 조종한 것이라 의심했고, 이산해의 문하생과 제자들은 서인에 대한 분노와 원한을 키워갔다. 사직하고 백의(白衣)로 왕을 수행하던 중 평양에서 다시 서인계 언관들의 집중 탄핵을 받아 강원도 평해(平海)로 유배되었다가 1595년 다시 해곡(海曲)으로 이배되었다. 유배지에서 그는 시와 서예, 그림 등을 그리며 우울함을 달랬다. 전서와 해서, 초서에 두루 능하여 전란 중인데도 그의 작품을 구하러 유배지를 찾아오는 사대부와 유지들도 있었다.

#### 임진왜란 기간 중
임진왜란 초기부터 장군 이순신과 원균 사이의 내분이 문제가 되었다. 이순신이 류성룡, 권율 등과 친분이 있자, 그는 상대적으로 원균을 지지, 옹호하였다.
한편 유배지에서도 북인의 당수로서 실력을 행사하였고, 남인들의 타협론에 의혹을 제기하며 남인들이 서인들과 내통했다는 여론을 조성하였다.
1595년(선조 28년) 1월 11일 선조의 특명으로 다시 석방되고 관작을 돌려받았다. 서인들은 그가 임진왜란 초 파천을 주장했음을 지적하며 석방을 반대하였으나 결국 석방되었다. 1595년 1월 24일 돈령부영사(敦寧府領事)가 되었고, 3월 사직 상소를 올렸으나 왕이 상소를 읽고 다시 출사하게 하였다. 이후 출사하여 파천한 조정이 있는 곳으로 갔다. 9월 다시 사직소를 올렸으나 받아들여지지 않았다.
1595년 10월 천도한 조정에서 열린 비변사 회의에서 비변사의 특별 추천으로 홍문관 및 예문관 대제학에 제수되었으나 사직 상소인 걸퇴소(乞退疏)를 올리고 며칠의 말미를 얻어 고향으로 내려갔다. 그러나 선조가 다시 부르자 장문의 사직 상소인 걸면본직병사대제학소(乞免本職竝辭大提學疏)를 올려 거듭 사양하였다. 상소는 윤허되지 않았고, 다시 서인계 유생들이 들고 일어났다. 그러나 서인들의 반대를 견뎌내고 홍문관과 예문관 대제학직을 겸직한다. 이후 북인의 당수이자 정신적 지주로 있다가, 북인 내에서도 다시 기성 북인들에 불만을 가진 소북과 기성 세력인 대북으로 갈라졌는데 이산해는 홍여순과 함께 대북세력을 지지하였으나 소극적으로 관망하였다.

#### 이몽학의 난
1596년(선조 29년) 1월 25일 다시 겸임 양관대제학에 임명되었고, 3월 10일 대제학 겸임을 사직하는 장문의 사직상소를 올렸으나 왕이 반려시켰다.
1596년 6월 행판돈녕부사(行判敦寧府事)를 거쳐 6월 19일 다시 영돈녕부사가 되고, 비변사유사당상을 겸임하였다. 7월 이몽학의 반란이 진압되자 류성룡, 윤두수, 김응남(金應南), 정탁(鄭琢), 윤자신(尹自新), 대사간 이기(李墍), 대사헌 유영경(柳永慶), 우승지 이광정(李光庭) 등과 함께 이몽학의 난 관련자들을 잡아들이고 국문장의 추관이 되었다. 그해 8월 이몽학의 난 관련자의 위관에게 포상할 때 상을 받았다.

#### 임진왜란의 종결과 복귀
1598년(선조 31년) 도요토미 히데요시가 죽자 일본군이 철군하기 시작했다. 이산해는 이미 사면되어 서울에 돌아와 있었고, 그의 아들 이경전은 이미 과거에 급제해 있었다. 옥당 관원을 뽑게 되었는데, 이경전이 글을 잘 한다는 명성이 있고 또한 대신의 아들이라 당연히 전랑에 천거되었다.

#### 류성룡 일파 공격
그의 아들 이경전이 이조에 천거되자 당시 영남 사람 정경세가 전랑으로 있었는데, 이경전이 추천되는 것을 막고자 이렇게 말했다.
| “ | 이경전은 유생 때부터 남에게 비방을 많이 들었으므로 이조에 끌어들여서는 안된다. | ” |

이 말을 듣고 이산해와 그를 따르는 자들이 모두 크게 노했다. 이 발언의 진원지로 이산해는 류성룡을 의심하였다. 이후 남인 중 류성룡계파에 대한 그의 분노와 불만은 한층 더해갔다.
그때 이덕형이 재상으로 있었는데, 비밀리에 사람을 시켜 이준에게 이렇게 청했다. 당시 이덕형은 남인이었다.
| “ | 자네가 경암(정경세의 자)에게 말하게. 만약 이경전이 전랑에 천거되는 것을 막으면 반드시 큰 풍파가 일어날 터이니, 이는 조정을 편안하게 하는 도리가 아닐세. 이는 내가 사사로이(그의 처남이기도 하다.) 하는 말이 아닐세. | ” |

이준은 정경세와 고향이 같고, 이경전은 이덕형의 처남인 까닭에 그렇게 말한 것이다. 그러나 정경세는 듣지 않았다.
얼마 뒤 대간 남이공이 정승 류성룡을 참혹하게 탄핵했다. 이중환에 의하면 당시 이 탄핵을 두고 '정경세는 본래 류성룡의 제자였으므로, 이산해는 류성룡이 정경세를 사주한 것이 아닌가 하는 의심을 했다. 그러므로 남이공을 시켜 류성룡을 탄핵하도록 한 것이지, 류성룡에게 죄가 있어서가 아니었다.'고 보았다.

### 생애 후반

#### 영의정 재임 시절
1599년 겨울에 다시 의정부영의정에 임명되었다. 1599년(선조 32년) 3월 북인 홍여순(洪汝諄)의 대사헌 임명 문제로 다시 갈등이 생긴다. 홍여순이 대사헌에 임명되자 석 달 후 다른 부서도 아닌 사헌부에서 “‘홍여순은 평생 경영한 일이 모두 재산을 불리고 사치를 일삼는 것’이고 북도순찰사(北道巡察使) 시절에는 사람을 풀처럼 여겨 함부로 죽였으므로 온 도(道)의 사람들이 그 살점을 먹으려 했다”고 탄핵할 정도였다. 훗날 백호(白湖) 윤휴가 좌참찬 윤승길(尹承吉)의 ‘영의정 추증 시장(諡狀)’에서 ‘윤승길이 병조참판일 때 병조판서 홍여순이 뇌물을 멋대로 받아 챙기자 병조의 인사가 있는 날(政日)이면 그와 한자리에 앉는 것을 부끄럽게 여겨 병을 칭탁하고 나가지 않았다’고 기록할 정도였다.

#### 북인의 분당
당론이 앞서면 진실을 외면하듯 홍여순을 지지하는 이산해·이이첨 등의 대북과 홍여순을 비판하는 남이공(南以恭)·김신국(金藎國) 등의 소북으로 분당됐다. 그나마 대북은 선조 33년(1600) 홍여순과 이산해 사이에 다툼이 발생해 이산해가 육북(肉北), 홍여순이 골북(骨北)으로 다시 나뉘었다. 그러나 세자 광해군의 즉위를 반대하는 소북의 유영경과 경쟁하면서 골북과 육북은 다시 대북으로 통합된다.
1600년(선조 33년) 1월 1일 다시 의정부영의정이 되자 1월 25일 사직을 청하였으나 받아들여지지 않았다. 그해 4월 1일 양근(楊根)의 유학(幼學) 정승민(鄭承閔)에게 동지들과 결탁하여 조신(朝臣)들을 배척하려 한다는 탄핵을 들었으나 왕이 무마시켰다. 당일 왕명으로 파직당하였으나 곧 복직되었다. 4월 28일 홍여순의 일로 세 번 사직을 청하여 받아들여졌다. 그해 5월 16일 유학(幼學) 이해(李海)로부터 홍여순의 사건과 관련되어 탄핵을 받았으나 왕이 받아들이지 않았다. 다시 영의정직에 복직하고 1601년 6월 아성부원군(鵝城府院君)에 봉군되었다. 그러나 6월 5일부터 6월 12일까지 삼사에서 계속 그의 서용과 봉작을 반대하는 상소가 빗발치고 명을 환수하라는 요구가 계속되었으나 왕이 모두 거절하였다.
1602년(선조 34년) 영의정직에서 사임하였다. 그 뒤 영중추부사로 전임한 뒤 아성부원군을 겸하였으며 그해 기로소(耆老所)에 들어갔고, 왕으로부터 궤장(几杖)을 하사받았다. 이후 영중추부사와 기로소대신이라는 직함으로 계속 조정에 출사하였다. 그해 9월 역적 화수(和愁)를 추국한 공로로 말 1필을 상으로 받았다. 이후 병으로 출사를 하지 못했으므로 영중추부사의 직함을 유지하고는 있었으나 그해 10월 녹봉을 받지 않겠다는 상소를 올렸으나 왕이 반려하였다. 이때부터 여러 대신들을 이끌고 계속 세자 책봉을 건의하였다.
1602년 10월 12명의 대신과 사위 이덕형(李德馨)을 비롯한 3백 68명, 무관 변양걸(邊良傑) 등 2백 45명 등 625명의 서명을 받고, 광해군이 임진왜란 극복에 힘쓴 점을 들어 광해군을 정식으로 세자책봉을 할 것을 건의하였다. 1603년 영중추부사직에서 물러났으나 여전히 아성부원군과 기로소 당상의 자격으로 조정에 출사하였다. 1606년 1월 다시 대제학이 되었다.
1605년(선조 38년) 이후 다시 선조의 뒤를 이을 임금 자리를 놓고 광해군을 지지하는 대북과 영창대군을 지지하는 소북으로 갈라지자 그는 갈등을 봉합하기 어렵다고 판단, 대세를 따라 대북의 편에 섰다. 이산해는 선조가 자신이 서손(庶孫)인데다가 방계 승통이라는 열등감을 안고 있다는 것과, 유일한 적장자인 영창대군이 왕위를 계승하기를 원한다는 것을 눈치챘으나 영창대군을 앉히고 인목대비가 섭정하는 것은 불가능한 일이라고 판단내렸다.

#### 은퇴와 죽음
1605년 청난원종공신 1등에 책록되었다.
1608년(선조 41년) 선조가 갑자기 사망하자, 원상으로서 정무를 주관했고 옥새를 탈취하려는 소북계열의 음모를 사전에 차단한 뒤 광해군에게 옥쇄를 넘겨주었다.
문장에 능하여 선조대 문장 8대가의 한 사람으로 불렸다. 관료생활과 유배생활 중에도 저녁이면 서당을 열고 학문 연구와 후학 양성에 힘을 쏟았고, 그의 문하에서는 이홍로(李弘老), 조정(趙挺), 조존세(趙存世), 김선여(金善餘), 임취정(任就正), 박정현(朴鼎賢) 등이 그의 문인으로 배출되었다. 이들 중 김선여 등은 글재주를 인정받아 당대에 사관(史官)으로 발탁되기도 하였다. 그의 종질인 이기(李墍) 역시 그의 문인이었다. 그는 서예와 그림에 능하여 붓글씨와 그림을 배우러 젊은이들이 그의 문하에 모여들었으며, 미수 허목 또한 한때 그의 문하에 출입하며 그림과 글씨를 배웠다. 그는 그림도 잘 그렸고, 목각 공예에도 일가견이 있었다. 관직에서 은퇴한 이후에도 부원군의 신분으로 정사에 참여하였으며, 대북파의 영수로서 조정에 영향력을 행사하였다.
1609년봄 둘째 손자인 한림(翰林) 이구(李久)가 불행히도 젊은 나이로 사망하여 상심이 컸다. 이후 관직에서 은퇴해 있다가 1609년 음력 8월 병석에 누웠다. 병세가 악화되자 왕이 친히 어의를 내려보내 진맥하게 하였으나 차도가 없었다. 그해 음력 8월 23일에 죽었다. 당시 그의 나이는 항년 70세였다.

### 사후
충청남도 예산군 대술면 방산리 안골 (내곡) 간)에 안장되었다. 문충의 시호가 내려졌다. 그의 동지이자 그가 천거한 인물이 임국로(任國老), 남이공, 홍여순, 송언신(宋言愼), 이각(李覺), 정인홍(鄭仁弘), 유영경(柳永慶), 이이첨 등으로 이들은 소북 일부를 제거한 뒤 광해군대에 대북 정권을 형성하였으나 인조 반정 이후로 모두 타도되었으므로 그에 대한 평가는 부정적인 평가 일색이었다.
그러나 그는 인목대비 폐모론이나 신경진의 옥사, 영창대군 사사 이전에 사망하였으므로 인조 반정 이후에도 그의 제자, 문하생들은 연루되거나 화를 입지 않는다. 인조 반정 이후 서인들 일부는 그에 대한 원한으로, 그의 아들 이경전을 죽이려고 하였으나, 이경전은 인조 반정을 지지하였고 서인의 편에 붙어 위기를 모면한다.
1819년(순조 19년) 충청남도 예산군 예산읍내에 신도비가 세워졌으며, 그의 8대손 이정명(李鼎溟)의 부탁으로 영의정을 지낸 남인당원 채제공이 그의 신도비문을 썼다.

### 기타
1608년 선조가 죽은 후에는 선조의 지문(誌文)을 지었다. 서화는 초서(草書) 대자(大字)를 특히 잘 썼으며, 산수묵도(山水墨圖)에도 뛰어났다. 안강의 이언적신도비명(李彦迪神道碑銘)과 경기도 용인의 조광조묘비(趙光祖墓碑)를 썼다. 그림에도 두루 능하여, 문인화와 서예를 배우러 그의 유배지에까지 여러 문하생들이 모여들기도 했다.
그는 비록 한 집안 사람이라 하더라도 진심으로 서로 대하지 않았고 그 궤휼함을 헤아리기 어려워 대중은 그를 등지고 친척은 멀어졌다. 그러나 이는 아들 이경전이 친구를 잘못 사귄 탓이라는 반론도 있다. 그에 의하면 '도량이 심후한 데다 청렴하고 근신하기로 이름이 났는데 오랫동안 전형(銓衡)의 자리에 있으면서 사류(士類)들을 진출시켜 한때 인망이 높았다. 그러다가 만년에 이르러 세상에 영합하여 지위를 잃을까 걱정하는 비루한 인물이라는 비난을 면치 못하였으니, 이는 대체로 불초한 아들 경전(慶全)이 사람답지 못한 자들과 서로 결탁하여 말을 만들어내고 사건을 일으킴으로 말미암아 빚어진 것이었다'는 것이다.

## 학문세계
문장에 능하여 선조대 문장 8대가의 한 사람으로 불렸다. 서화(書畵)에 두루 능하여 초서(草書) 대자(大字)와 산수묵도(山水墨圖)를 잘 그렸다. 특히 평해 유배시절에는 수많은 시문을 남겼다. 문인화와 서예를 배우러 그의 유배지에까지 여러 문하생들이 모여들었다.
미수 허목 또한 한때 그의 문하에 출입하며 그림과 글씨를 배웠으며 그밖에 김선여(金善餘) 등이 그의 문하에서 배출되었다.
1608년 선조가 죽은 후에는 선조의 지문(誌文)을 지었다. 안강의 이언적신도비명(李彦迪神道碑銘)과 경기도 용인의 조광조묘비(趙光祖墓碑)를 썼다.
그밖에 한글로 된 언해소학의 발문 등을 썼다. 목각 공예에도 일가견이 있었다.

## 저작

### 저서
- 《아계집》(鵝溪集)
- 《아계유고》(鵝溪遺稿)

### 작품
- 김시습(金時習) 매월당문집 서문
- 정충록(精忠錄) 서문
- 언해소학(諺解小學)의 발문
- 조정암광조 묘비명(趙靜庵光祖墓碑銘)
- 이언적 묘비명
- 안강의 이언적신도비명(李彦迪神道碑銘) 글씨
- 선종소경대왕[53]지문(墓誌文)
- 노익(盧珝) 신도비 글씨
- 할아버지 이치(李穉) 묘갈명
- 처사 최역(崔櫟) 묘지명
- 임국로 묘지명
- 임몽정(任蒙正) 묘지명
- 산수묵도(山水墨圖)

#### 시
당시 사회를 불의가 판치는 사회라고 확신했던 그는 여러 편의 풍자시를 남겼다. 그 중에는 굶주리다 못해 도적이 된 사람, 길에서 굶주려 죽은 사람, 부패한 관리의 뇌물과 아부, 백성의 솥단지까지 긁어가는 참혹상, 조선 조정에서 중국에 공녀를 보내는 것에 대한 은유와 풍자를 주로 소재로 활용하였다.
| “ | 노방원(路傍寃) : 길가의 어느 원귀 三人死路傍(삼인사로방) / 길가에 죽어 있는 세 사람 皆是流離子(개시유리자) / 모두가 유랑하는 사람들이라 一爲烏鳶食(일위오연식) / 까마귀와 솔개의 먹힌 한 사람 過者不忍視(과자불인시) / 지나가던 사람들 차마 못본다 一爲肌民斫(일위기민작) / 굶주린 사람들이 살 베간 사람 白骨無餘肉(백골무여육) / 뼈만 앙상하고 살 한 점 없도다 一爲凶賊頭(일위흉적두) / 나머지 하나는 도적의 머리로고 函去賭黃甲(함거도황갑) / 상자에 넣어 보내면 현상금 많겠다 一死等是寃(일사등시원) / 한번 죽어 원통함은 같아도 淺深猶有異(천심유유이) / 깊이는 여전히 차이가 없었도다 人鳥尙可活(인조상가활) / 오히려 새와 사람 살릴 수 있었지만 何如作凶醜(하여작흉추) / 어찌하여 그대는 흉악한 도적이 되었느뇨 | ” |

| “ | 장사원(壯士怨) : 어느 장사의 원한 嶺表有奇士(영표유기사) / 영남에 기이한 장사 있었으니 壯勇百夫特(장용백부특) / 용맹이 모든 사내들 중 특출하였다. 一朝海寇來(일조해구래) / 어느 날 왜적이 침략해 왔어도 安閑猶自若(안한유자약) / 편안하고 한가하며 태연자약하였다. 荊妻不下機(형처불하기) / 아내는 베틀에서 내려오지 않고 老母在床席(노모재상석) / 노모는 침상 자리에 있었어라. 出門但唾手(출문단타수) / 문 나서서 손에 침을 뱉더니 挺身恣馳突(정신자치돌) / 몸을 빼어 마음껏 적을 무찔렀어라. 一箭射巨酋(일전사거추) / 화살 하나로 우두머리를 죽이자 群醜自奔逐(군추자분축) / 부하들은 절로 도망쳐 버렸어라. 公輸奪賊貨(공수탈적화) / 빼앗은 적의 재물은 관가로 보내고 袖有斬賊馘(수유참적괵) / 벤 적의 수급은 소매에 넣어두었어라. 官長本無厭(관장본무염) / 고을 원이 본래 탐욕이 너무 많아 所欲非貨足(소욕비화족) / 재물로는 욕심 채울 수 없었어라. 居然逢彼怒(거연봉피노) / 이에 뜻하지 않게 노여움을 샀나니 縛虎何太急(박호하태급) / 잡아오라는 명령이 그리도 급하였던가. 朝家重爪牙(조가중조아) / 조정은 원래 장수를 중히 여기는데 胡爲輕殺戮(호위경살륙) / 어찌하여 가벼이 살육을 행하는가. 古來固如此(고래고여차) / 예로부터 이런 일 많았으니 含寃非爾獨(함원비이독) / 원한 머금고 죽은 이 그대뿐 아니겠지. | ” |

| “ | 영소군 1(詠昭君 1) : 소군을 노래하다 三千粉黛鎖金門(삼천분대쇄금문) / 삼천 궁녀들 구중궁궐에 갇혀있어 咫尺無由拜至尊(지척무유배지존) / 지척에 있어도, 지존인 임금을 뵈지 못했다 不是當年投異城(불시당년투이성) / 당시에 낯선 땅으로 가지 않았다면 漢宮誰識有昭君(한궁수식유소군) / 한나라 궁궐에서 누가 소군이 있음을 알았으리 | ” |

| “ | 영소군 2(詠昭君 2) : 소군을 노래하다 世間恩愛元無定(세간은애원무정) / 세상의 은혜와 사랑 월리 정해진 것 아니니 未必氈城是異鄕(미필전성시이향) / 오랑캐 땅이 반드시 낯선 땅이 되는 것은 아니도다 何似深宮伴孤月(하사심궁반고월) / 구중 깊은 궁궐에서 외로운 달만 짝했다면 어떠했을까 一生難得近君王(일생난득근군왕) / 한 평생 동안에도 군왕 가까이 하기는 어려웠을 것이라 | ” |

이산해는 당시의 시인, 문인, 기녀들이 주로 짓던 중국의 고전이나 무릉도원, 중국의 경치를 담은 시를 거의 짓지 않고, 현실의 삶을 직설적으로 묘사한 시를 주로 남겼다. 세상의 현실을 풍자한 그의 작품경향은 후에 허목, 윤휴, 유형원, 이서우, 이하진, 이익, 오상렴, 신후담, 안정복, 정약용 등으로 이어진다.

## 연보
- 중종 39년(1539년) 태어남
- 명종 13년(1558년) 20세에 진사시에 합격
- 명종 15년(1560년) 전시(殿試)에 직부(直赴)됨
- 명종 16년(1561년) 23세에 식년 문과에 병과로 급제하여 승문원에 등용
- 명종 17년(1562년) 홍문관 정자와 부수찬이 됨
- 명종 19년(1564년) 사간원 정언이 됨
- 명종 20년(1565년) 이조 좌랑이 됨
- 명종 22년(1567년) 원접사 종사관으로 명나라 조사를 맞이한 뒤 홍문관 교리가 됨
- 선조 1년(1567년) 이조 정랑이 됨
- 선조 3년(1570년) 32세에 직제학(直提學)을 역임하고 구황 적간 어사(救荒摘奸御史)에 임명되어 파견 나감
- 선조 4년(1571년) 사간원 대사간이 됨
- 선조 5년(1572년) 이조 참의가 됨
- 선조 7년(1574년) 사간원대사간이 됨
- 선조 7년(1574년) 세 번 사직상소를 올려 면직됨
- 선조 8년(1575년) 대사간이 다시 됨
- 선조 11년(1578년) 홍문관 대제학, 승정원 도승지, 성균관 대사성에 제수되었다.
- 선조 12년(1579년) 대사간으로서 서인 윤두수, 윤근수 등을 탄핵하여 파직시킴
- 선조 13년(1580년) 형조 판서가 됨
- 선조 14년(1581년) 43세에 사헌부 대사헌을 역임하고 이조 판서가 됨
- 선조 17년(1584년) 홍문관 대제학이 됨
- 선조 18년(1585년) 의정부좌찬성(左贊成)에 오름
- 선조 21년(1588년) 종계변무의 표문을 지었으나 곧 수정, 대제학 오름
- 선조 21년(1588년) 지춘추관사가 됨
- 선조 21년(1588년) 의정부우의정에 오름
- 선조 22년(1589년) 비변사의 불차 채용(不次採用)에 이순신(李舜臣)을 천거하였고, 좌의정에 오름
- 선조 23년(1590년) 영의정에 오름
- 선조 23년(1590년) 사절단의 한사람인 홍순언 등에 의해 종계변무(宗系辨誣)가 성사되자, 변무의 공으로 광국 공신에 책록되었다.
- 선조 25년(1592년) 54세에 임진왜란이 발발하였는데 파천을 주장하였다가 삭탈 관직되었음. 파면되어 평양에 이르렀을 때, 다시 탄핵을 받아 평해에 중도부처됨
- 선조 28년(1595년) 풀려나 직첩을 되돌려받음. 영돈녕부사가 되었고, 비변사의 특별 추천으로 홍문관 및 예문관 대제학에 제수되었으나 곧바로 탄핵되었음
- 선조 33년(1600년) 62세에 다시 영의정이 됨
- 선조 34년(1601년) 아성부원군(鵝城府院君)에 봉해짐
- 선조 35년(1602년) 영의정에서 물러남, 그해 중추부(中樞府) 영사로 아성부원군을 겸함
- 선조 41년(1608년) 원상의 한 명으로 참여하여, 광해군의 승계에 반대하는 유영경에 맞서 광해군을 지지함
- 광해 1년(1609년) 음력 8월 23일에 죽음.

## 가족 관계
그의 둘째 딸이 오성과 한음의 한음 이덕형의 부인이다. 둘째 딸 증정경부인 이씨는 임진왜란 때 미처 피신하지 못하고 일본군에게 사로잡혔는데, 절개를 지키기 위하여 자결하였다. 셋째 사위 류성은 자신의 아내가 병들어 죽게 되자 단지하여 피를 흘려넣어주어 극적으로 소생시켰다 한다. 사육신의 한사람인 이개(李塏)는 그의 고조부 이우의 사촌이었다.
- 조부 : 이치(李穉)
- 조모 : 광주 김씨(光州金氏) 증 영의정 맹권(孟權)의 딸, 감찰 증좌찬성(監祭贈左贊成) 중로(仲老)의 손녀
  - 아버지 : 이지번(李之蕃, 1508년 ~ 1575년 4월 21일)
  - 어머니 : 의령남씨(宜寧南氏, 1509년 - 1581년 6월 24일), 현령(縣令) 남수(南修)의 딸
    - 누이 : 한산 이씨
    - 매부 : 황정수(黃廷秀)
    - 누이 : 한산 이씨
    - 매부 : 김응남(金應男[54])

  - 서모 : 충주 지씨(忠州池氏, ? - ?)
    - 이복 동생 : 이산광(李山光, 호 동계(東溪), 우죽림(又竹林), 1550년 - 1624년 1월 5일)
    - 이복 제수 : 거창 신씨(居昌愼氏)
    - 부인 : 양주 조씨(陽州趙氏 1542년 11월 24일 ~ 1604년 4월 19일) 좌참찬(左參贊) 언수(彦秀)의 딸
      - 장남 : 이경백(李慶伯, 1561년 - 1580년 8월)
      - 장녀 : 한산 이씨
      - 사위 : 이상홍(李尙弘)
      - 차남 : 이경전(李慶全, 1567년 ~ 1644년)
      - 차녀 : 정경부인 이씨(? ~ 1592년) - 한음 이덕형의 부인
      - 사위 : 이덕형(李德馨), 호는 한음, 본관은 廣州
      - 삼녀 : 한산 이씨
      - 사위 : 유성(柳惺) - 유성은 그의 아내가 병이 들어 죽으려고 하자 손가락을 잘라 피를 흘려 넣어 소생시켰다.
      - 사녀 : 한산 이씨
      - 사위 : 안응형(安應亨) - 1606년 문과 參判 7道 監司 [본관 廣州安氏]
      - 삼남 : 이경신(李慶伸)
      - 오남 : 이경유(李慶愈, 요절)

  - 처부 : 조언수(趙彦秀)
- 외조부 : 남수(南修)
  - 사돈 : 유전(柳琠), 사위 이덕형의 외삼촌, 영의정 역임
    - 숙부 : 이지함

## 평가
천품이 뛰어나고 재예가 숙성하여, 다섯 살에 능히 대문자를 지어 그 이름이 온 나라에 떨쳐졌고 등과한 뒤에는 다시 재행으로써 중망을 받았다. 정치가로서의 활약이 두드러진 동시에 문장이 뛰어나, 선조 임금 당시 8대 문장의 한 사람으로 꼽혔다.

### 당대 인물들의 평가
선조는 이산해에 대하여 "말은 입에서 나오지 못할 것 같고 몸은 옷도 이겨내지 못할 것 같으나, 한 뭉치의 참된 기운이 속에 차고 쌓여서 바라보면 존경심이 생긴다"고 말했으며, 대사헌으로 있을 때의 이이는 경연에서 "이산해가 평시에 벼슬을 지낼 때는 다른 사람 보다 나을 것이 없었는데, 이조판서가 됨에 이르러서는 모든 공론을 따르고 청탁을 받지 않아, 뜰 안이 쓸쓸하기가 한 겨울의 선비집 같고, 다만 착한 선비를 듣고 모아 벼슬길을 맑게 하는 것만 마음에 두고 있으니, 이 같은 일이 수년만 지속된다면 세상 풍속이 거의 변화할 것입니다"라고 말했다.
기자헌(奇自獻)은 그의 지혜에 감탄하면서도 그를 어려워하며 꺼려했다. 기자헌은 일찍이 말하기를 “이산해는 아마 용과 같은 사람이다. 붕당이 있은 뒤로 이와 같은 사람을 처음 보았다.”고 했으니, 대개 그 지혜와 술수에 깊이 감복하여 상대하기 어려움을 꺼려서 한 말이었다.

### 작품성에 대한 평가
하서 김인후는 일찍부터 그의 시의 우수성을 발굴하고 초보 시인이었던 그의 시작품을 평하기도 했다. '하서선생이 그의 시문에 대하여 "비유하면 공중의 누각과 같아서 천분(天分)으로부터 나오지 않은 것이 없다. 만약 책읽기에 힘을 들였다면 바로 진부한 속세의 말이 되었을 것이다"라고 하였다.
그의 시조는 북인의 몰락 외에도 시류에 비판적이고 사회에 불평불만이 많다는 이유로 후대의 여러 시인, 문인들로부터 외면당하였다.

### 사초에 나타난 평가
사초에 나타난 이산해에 대한 평가는 모두 나열하기 힘들 정도로 자주 권모술수에 능한 역적 또는 간신등으로 표현되고 있어 매우 부정적이다. 그가 관직에 등용되면 바로 따라서 그를 파직하라는 상소가 항상 있었다.
| “ | 그는 비록 한 집안 사람이라 하더라도 진심으로 서로 대하지 않았고 그 궤휼함을 헤아리기 어려워 대중은 그를 등지고 친척은 멀어졌다. | ” |

 그러나 이는 아들 이경전이 친구를 잘못 사귄 탓이라는 반론도 있다. 그에 의하면 '도량이 심후한 데다 청렴하고 근신하기로 이름이 났는데 오랫동안 전형(銓衡)의 자리에 있으면서 사류(士類)들을 진출시켜 한때 인망이 높았다. 그러다가 만년에 이르러 세상에 영합하여 지위를 잃을까 걱정하는 비루한 인물이라는 비난을 면치 못하였으니, 이는 대체로 불초한 아들 경전(慶全)이 사람답지 못한 자들과 서로 결탁하여 말을 만들어내고 사건을 일으킴으로 말미암아 빚어진 것이었다'는 것이다.

### 재평가
이산해가 6살때부터 천재로 추앙 받을 정도로 영특했고 관직에 나선 것도 23세로 상당히 빠른 편이였으며 당대의 문장가로 손꼽혔으며 서화에도 그 재능을 보였고 훌륭한 면이 있는 인물임에도 불구하고 《선조실록》 이후에서 이런 나쁜 평가만을 받는 것은 임진왜란 전후 그리고 선조 말기에 이산해가 파행적 정치 행보를 했기 때문인 것으로 보인다. 또한 인조반정 이후 그의 정적이었던 정철, 성혼의 당인 서인이 고종 때까지 340년을 집권하게 되었다. 그 시기에 서인의 주도로 편찬된 광해군일기와 그 이후 기록에서 서인의 주요 지도자인 정철을 가장 심하게 공격했던 이산해에 대한 평가가 좋게 내려질 가능성은 극히 낮았다.
또한 정철이 다양한 시가와 작품을 남긴데 반해 그는 작품을 많이 남기지 못했고, 자신을 변호하거나 변명할 자서전이나 저서를 남기지 못한 것 역시 후대까지 그에게 불리한 평가가 내려지는 하나의 원인이 됐다.
사초에 나타난 평가가 가혹했고 그를 탄핵하는 상소가 많았음에도 이산해는 분명히 선조의 총애를 받았다. 임진왜란 전의 영의정으로서 분명히 일본의 침입을 경계하지 못한 책임을 지고도 선조 말기에 다시 영상의 자리에 올랐으며 공신의 반열에 오르고 선조 34년에는 아성부원군(鵝城府院君)으로 책봉되기까지 했다. 이산해가 죽었다는 소식을 듣고 광해군은 “애통함을 이기지 못하겠다. 모든 치상에 관한 일들을 현임 대신의 예에 따라 할 것을 해조에 말하라.”라고 말하며 후하게 장례까지 치러줄 것을 지시한 것으로 보아 광해군의 신임까지 받고 있었던 것으로 보인다.

## 일화
1575년 아버지 이지번이 임종하게 되자 병든 아버지 이지번을 소생시키려고 스스로 칼로 자신의 넓적다리 살을 벤 일이 있었는데, 나이가 들고 쇠약해지자 그때의 상처가 병의 빌미가 되어 5년 동안을 병환(病患) 을 앓기도 했다.

### 정여립의 옥사 관련
정여립의 옥사로 동인 1천여명이 화를 입었다. 이 중에는 어린이와 아기도 처형당하였고, 이발의 10세 미만의 두 아들과 80세 노모가 곤장을 맞다 죽었다. 당시 형문을 주관하던 형관은 송강 정철로, 형장의 몰골을 목격한 이산해는 정철에게 심한 반감과 원한을 품게 된다.
기축옥사 당시 홍성민이 정여립의 친척인 정언신의 발언에 그를 연루시킨 것도 서인에 대한 반감을 품는 원인이 됐다. 대사헌 홍성민이 선조에게 "정언신의 그 말은 신과 유홍과 더불어 혀를 찼고, 이산해도 그 불가함을 말하였습니다. 그러나 정언신이 재삼 말하자 이산해도 조금 굽혀서 '다시 생각해보니 솔직하게 말하면 우상의 말도 옳다'하였습니다"라고 말하여 이산해를 모략했던 것이다.

### 세자 건저 문제
정철에 대한 복수를 기획하던 중, 선조가 인빈 김씨의 아들 신성군에게 마음이 있는 것을 확인하게 됐다. 1591년 초 좌의정 정철의 주관하에 우의정 류성룡, 영의정 이산해, 대사헌 이해수, 부제학 이성중 등과 세자 책봉 문제를 놓고 심각한 논의를 벌였다. 여기서 신성군을 세자로 추대하기로 결의하였다. 선조가 신성군을 총애하고 있다는 사실에 주목하고 선조에게는 신성군을 세자로 추대하기로 만장일치로 정했다고 넌저시 귀띔을 한 뒤, 김공량(인빈 김씨의 오빠)에게 정철이 광해군을 세자로 옹립하려 하며, 인빈과 신성군을 죽이려 한다고 귀띔했다.
이산해는 아들 경전을 시켜 인빈 김씨의 오빠인 김공량을 찾아가 이야기를 모두 전한 다음 아래와 같은 말을 덧붙이기에 이르러, "정철은 광해군을 세자로 옹립하고 난 다음 인빈과 그 소생인 신성군을 죽이려고 모의하고 있습니다." 김공량은 인빈에게 달려가 이를 알렸다.
이산해도 인빈 김씨를 찾아가서는 정철이 광해군을 세자로 옹위하려고 한다는 말을 전했다. 그리고 광해군을 세자로 옹위한 뒤 인빈과 신성군을 모함하여 죽일 계략을 짜고 있다는 말도 덧붙였다. 친정오빠와 이산해에게 이 이야기를 들은 인빈은 당장 선조에게 달려가 정철이 자신들을 죽이려고 모략을 꾸미고 있다고 말했다. 이어 이산해는 김공량과 결탁하여 계략을 꾸몄다.
인빈을 총애하고 있던 선조는 이 말을 듣고 정철을 의심하였다. 그러나 이런 내막을 알지 못한 정철은 선조 앞에서 정철은 광해군이 세자로 적임자라 먼저 추천하였다가 그대로 화를 당하고 만다. 이때 이해수, 이성중 등만 정철의 주청에 동의했고, 동인인 류성룡과 이산해는 침묵을 지켰다. 결국 정철은 파직되고, 서인인 이해수, 이성중 등만 정철의 주청에 가세했다가 강등되어 외직으로 쫓겨났다.

## 관련 작품

### 텔레비전 드라마
- 《임진왜란》 (MBC, 1985년~1986년, 배우:한규희)
- 《서궁》 (KBS2, 1995년, 배우:박칠용)
- 《천둥소리》 (KBS2, 2000년~2001년, 배우:김흥기)
- 《왕의 여자》 (SBS, 2003년~2004년, 배우:안대용)
- 《불멸의 이순신》 (KBS1, 2004년~2005년, 배우: 김준모)
- 《왕의 얼굴》(KBS2, 2014년~2015년, 배우:안석환)
- 《징비록》(KBS1, 2015년, 배우: 이재용)

### 연극, 영화
- 《길삼봉뎐》 (2007년) 연극 (남산드라마센타), 배우:정승길

## 같이 보기
| - 기축옥사 - 정여립의 난 - 이지함 - 토정비결 - 이지번 - 류성룡 - 이발 - 정여립 - 정철 - 이황 | - 조식 - 남명학 - 이산보 - 이이 - 성혼 - 이이첨 - 허목 - 기축옥사 - 조식 - 정구 | - 북인 - 대북 - 이개 - 김효원 - 김성일 - 김우옹 - 류성룡 - 우성전 - 홍순언 - 황정욱 | - 이덕형 - 이원익 - 허균 - 임진왜란 - 종계변무 - 광국공신 - 홍순언 - 정인홍 - 이순신 - 허목 | - 대북 - 소북 - 유영경 - 이덕형 |

## 관련 문화재
- 아계 이산해 영정 - 충청남도 유형문화재 제197호 (2009년 1월 20일 지정)
- 아계 이산해 유품 - 충청남도 유형문화재 제198호 (2009년 1월 20일 지정)

## 참고 문헌
- 《조선왕조실록》
- 《대동야승》
- 《연려실기술》
- 《아계유고》

## 관련 서적
- 이성무, 《아계 이산해의 학문과 사상》 (지식산업사, 2010)
- 박찬희, 《조선왕조 오백년 야사》 (꿈과희망, 2009)
- 이순신역사연구회, 《이순신과 임진왜란 1》 (신에게는 아직도 열두 척의 배가 남아 있나이다) (비봉출판사, 2005)
- 이종묵, 《조선의 문화공간》 (휴머니스트, 2006)
- 이이화, 《왕의 나라 신하의 나라》 (김영사, 2008)
- 최선경, 《왕을 낳은 후궁들》 (김영사, 2007)
- 서광원, 《전략의 급소》(위즈덤하우스, 2007)
- 최범서, 《조선 최고의 공직자》 (가람기획, 2006)
- 이중환, 《택리지》 (김흥식 역, 서해문집, 2006)
- 이덕일, 《당쟁으로 본 조선역사》 (석필, 2005)
- 저자 미상, 《임진록:우리고전 다시읽기 35》 (구인환 역, 신원문화사, 2004)
- 이이화, 《한국사의 아웃사이더》 (김영사, 2008)
- 이이화, 《한국사 이야기 11:조선과 일본의 7년전쟁》 (한길사, 2000)
- 이덕일, 《사화로 보는 조선역사》 (석필, 1998)
- 신정일, 《지워진 이름 정여립:조선사회사총서 6》 (가람기획, 2000)
- 신봉승, 《권율》 1,2 (답게, 1999)